# Clymer (New York)
Pour les articles homonymes, voir Clymer.
Clymer est une ville située dans le comté de Chautauqua, dans l' État de New York, aux États-Unis,. En 2020, elle comptait une population de 1 748 habitants, estimée au 1er juillet 2021 à 1 756 habitants.

## Démographie
Lors du recensement de 2020, la ville comptait une population de 1 748 habitants. Elle est estimée, en 2021, à 1 756 habitants.